# Maragua (district)
Maragua is een Keniaans district in de provincie Kati. Het district telt 387.969 inwoners (1999) en heeft een bevolkingsdichtheid van 447 inw/km². Ongeveer 6,3% van de bevolking leeft onder de armoedegrens en ongeveer 37,0% heeft beschikking over elektriciteit.
Hoofdplaats is Maragua.